# Шесть танцев
«Шесть танцев» (Sechs Tänze) — одноактный танцевальный спектакль Иржи Килиана, поставленный на музыку «Шести немецких танцев», оркестрового произведения Вольфганга Амадея Моцарта (KV 571, 1789). Сценография и костюмы Иржи Килиана, световой дизайн Йопа Каборта (Joop Caboort, реализация идеи Иржи Килиана).
Премьера состоялась 14 октября 1986 года в Амстердаме, на сцене Нидерландского музыкального театра в исполнении артистов Нидерландского театра танца (NDT I) Roslyn Anderson, Simone Clifford, Karine Guizzo, Marly Knoben, Brigitte Martin, Jean-Louis Cabané, Martin Corri, Glen Eddy, Karel Vandeweghe.
В 1997 году балет был заснят для телевидения (режиссёр Hans Hulscher).

## Постановки в других театрах
- 11 июля 2010 — Московский музыкальный театр имени К. С. Станиславского и Вл. И. Немировича-Данченко (российская премьера, в одной программе с балетом «Маленькая смерть»), постановщик Арлетт Ван Бовен. Постановка получила театральную премию «Золотая маска» 2011 года в номинации «Лучший спектакль балета»[1].
- 8 октября 2013 — Большой театр Республики Беларусь, постановщики Ширли Эссебум, Юст Бигелар и Хенк Палмерс.
- 31 мая 2018 — Королевский балет Новой Зеландии[англ.]
- 11 октября 2018 — Чешский национальный балет[англ.], Чехия
- 26 октября 2018 — Питтсбургский балет[англ.], США
- 13 января 2019 — Цюрихский балет[англ.], Швейцария